# Aidia densiflora
Aidia densiflora är en måreväxtart som först beskrevs av Nathaniel Wallich, och fick sitt nu gällande namn av Genkei Masamune. Aidia densiflora ingår i släktet Aidia och familjen måreväxter. Inga underarter finns listade i Catalogue of Life.